# Lithophane pallidior
Lithophane pallidior är en fjärilsart som beskrevs av Embrik Strand 1921. Lithophane pallidior ingår i släktet Lithophane och familjen nattflyn. Inga underarter finns listade i Catalogue of Life.